# Juan Carlos Reveco
Juan Carlos Reveco (ur. 21 sierpnia 1983 w Malargüe) – argentyński bokser, były zawodowy mistrz świata organizacji WBA w kategorii muszej (do 115 funtów) oraz tej samej organizacji w kategorii junior muszej (do 108 funtów).
Zawodową karierę zaczął w kwietniu 2004. 22 czerwca 2007 stoczył walkę z Nethrą Sasiprapą o wakujący tytuł mistrza świata WBA. Reveco znokautował Taja w ósmej rundzie i zdobył pas mistrzowski.
13 października 2007, w pierwszej obronie swojego tytułu, znokautował w piątej rundzie Humberto Poola. Pas mistrzowski stracił 8 grudnia 2007, przegrywając jednogłośnie na punkty z Brahimem Asloumem.
W 2008 stoczył dwa pojedynki z mniej znanymi bokserami. Obie walki zakończył nokautem. Rok 2009 zaczął od zwycięstwa w czwartej rundzie przez techniczny nokaut z Wilsonem Simao. 15 sierpnia 2009 roku zdobył tytuł tymczasowego mistrza świata WBA, pokonując na punkty po nie jednogłośnej decyzji sędziów Francisco Rosasa. Cztery miesiące później znokautował w trzeciej rundzie Ronalda Barrerę.
22 kwietnia 2015 w Osace przegrał  niejednogłosnie na punkty z Kazuto Ioką (17-1, 10 KO), tracąc tytuł mistrzowski  WBA kategorii muszej. Sędziowie punktowali stosunkiem głosów 114:114, 113:115 i 113:116 dla Japończyka.